# 中村正則
中村 正則（なかむら まさのり 1948年10月29日 - ）は、日本の警察官僚。宮崎県出身。

## 来歴
東京都立日比谷高等学校を経て、1972年に中央大学法学部卒業。同年、警察庁入庁。主に警備・公安畑を歩む。同期に、安藤隆春（警察庁長官）､伊藤哲朗（警視総監、内閣危機管理監）、岡田薫（警察庁刑事局長）など。
1975年に岩手県警察刑事部捜査二課長を経て、警察庁警備局外事課、香川県警察警備部長兼公安課長、京都府警察警備部長、内閣官房内閣情報調査室。1989年、警察庁警備局公安二課警護室長を経て、同局公安二課長。以後、香川県警本部長、内閣情報調査室出向、岐阜県警察本部長を経て、1998年10月に警察庁警備局警備企画課長に就任。その後、福岡県警察本部長を経て、2001年9月に警察庁刑事局暴力団対策部長に就任。2002年から翌年まで関東管区警察局長。